# الأممية الدولية

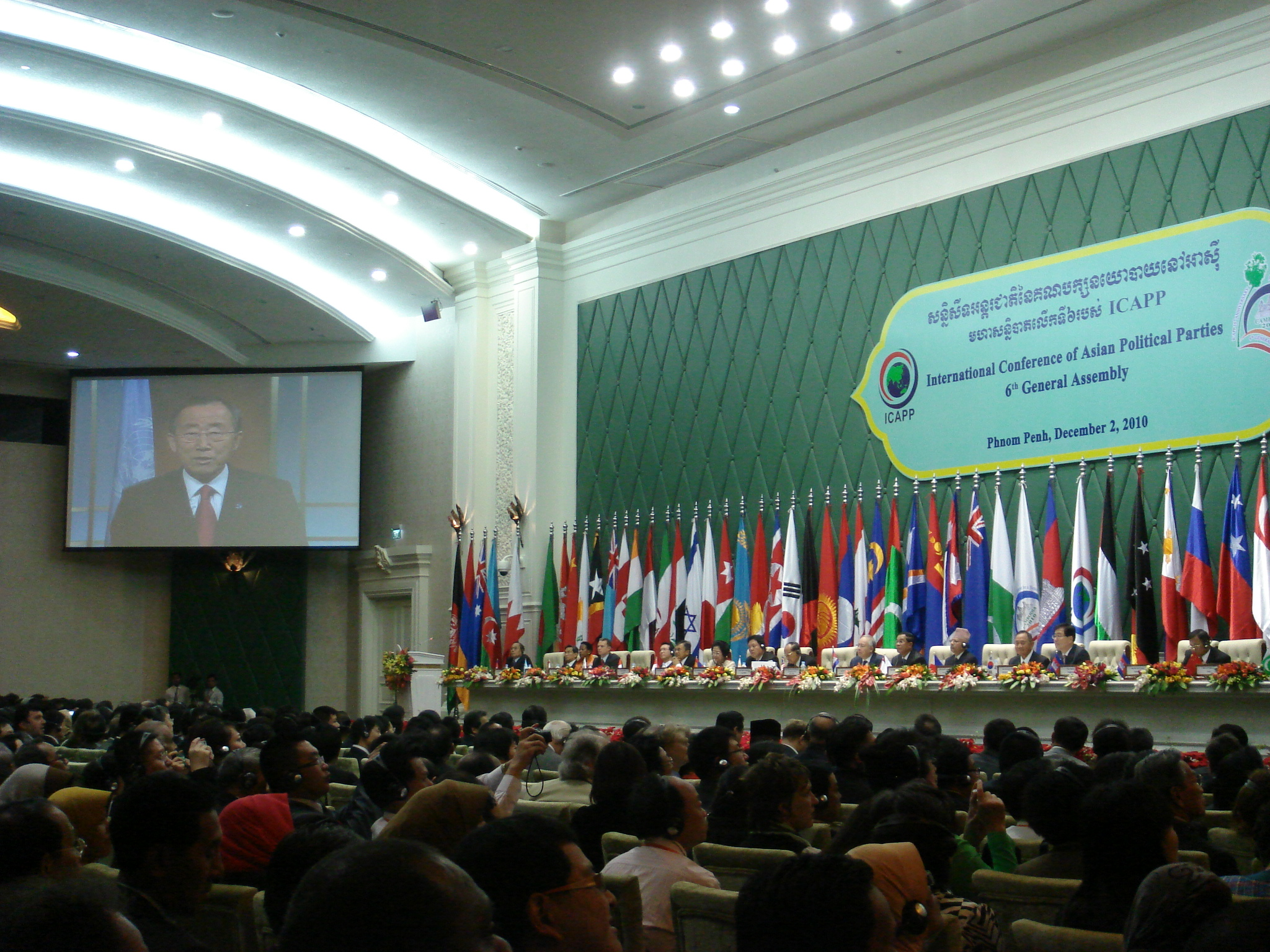
اجتماع

الدولية أو الأممية وهو اتحاد ضم عمالا من مختلف الدول للمطالبة بحقوقهم، وعقد عدة اجتماعات
- الأوى : تألفت في لندن 1864 باسم الاتحاد الدولي للعمال فتأثرت فأفكار كارل ماركس قررت في اجتماع 1869 المطالبة بالاشتراكية
- الثانية : أعيد تأليفها في مؤتمر باريس 1889 وقررت قررت في مؤتمر أمستردام 1904 عدم الأشتراك بالحكم مع أي حزب من البرجوازية
- الثالثة : أنشئت في موسكو 1919 باسم النقابات الأشتراكية العالمية
- الرابعة : ألفها تروتسكي في 1937